# Liste der epirotischen Stämme

Karte der verschiedenen Stämme im epirotischen Raum (ca. 4. Jahrhundert v. Chr.)

Die Liste der epirotischen Stämme stellt die Stämme dar, die in der Antike die antike Region Epirus besiedelten. Die Einwohner waren außer den Hauptvölkern, den Chaoniern, Thesprotern und Molossern, noch weitere Völker. Theopomp zählte nach Strabo 14, Thukydides sechs, Strabo selbst sieben und Karl Friedrich Merleker 36 epirotische Völker, die sich wie folgt zuordnen: zu den Chaonern gehörten:
- Dexarer oder Dassareten[4]
- Enchelier[4]
- Sylioner[4]

Zu den Molossern zählten:
- Arktanoi[5]
- Aphidanten[4]
- Athamanier oder Athamanen[2] (siehe Athamanien)
- Atintanen Atintaner[2] oder Atintonen[3]
- Dodonäer[6] oder Donettiner[4]
- Genoäer[4]
- Hypälochier[4]
- Orestäer, Oresten oder Orester[2]

Zu den Thesprotern gehörten:
- Aegestäer[4]
- Amynter[4]
- Autariaten[4]
- Chauner[4]
- Eliner[4]
- Kassopäer[2] oder Kassiopäer
- Keläther[4]
- Paroräer[2] oder Paraväer[4]
- Prassäber[4]
- Tripolisser[4]

Weitere epirotische Völker waren:
- Amymner[4]
- Argyriner[4]
- Arktaner[4]
- Plaräer[4]

Andere Völker die im Epirus lebten:
- Amphilocher[4]
- Äthiker[2]
- Doloper[4]
- Dryoper[4]
- Elymioten oder Elmioten (welche später zu Macedonien gerechnet wurden)[2]
- Helloper[4]
- Pelagoner oder Pelagonen (siehe Pelagonien)[7]
- Seller[4]
- Talarer[4]
- Thresten[4]
- Tymphäer[2] (Siehe: Tymphaia)